# Leonhard Achleuthner
Leonhard Achleuthner (10. ledna 1826, Helmberg, Rakouské císařství – 15. února 1905, Kremsmünster, Rakouské císařství) byl rakouský římskokatolický kněz, člen benediktinského řádu a v letech 1884 až 1896 hornorakouský zemský hejtman.
Studoval v Kremsmünsteru a poté vstoupil do tamního kláštera. V roce 1850 byl vysvěcen na kněze. Mezi léty 1850 až 1853 studoval filologii na Vídeňské univerzitě. Poté vyučoval na klášterním gymnáziu, kde se stal později ředitelem. V roce 1881 se stal opatem kláštera a díky tomu se roku 1882 stal zástupcem velkostatkářů na hornorakouském zemském sněmu, jehož byl také v letech 1884 až 1897 předsedou. V letech 1884 až 1896 zastával funkci hornorakouského zemského hejtmana. Od roku 1887 byl také členem Panské sněmovny Říšské rady.